# تسوباسا کوبو
تسوباسا کوبو (انگلیسی: Tsubasa Kubo؛ زادهٔ ۱۰ نوامبر ۱۹۹۳) بازیکن فوتبال اهل ژاپن است.